# Zelenáčkovití
Zelenáčkovití (Vireonidae) je čeleď malých amerických pěvců čítající na 52 druhů ve 4 rodech. Jsou většinou jednotvárně šedavě nebo nazelenale zbarvení s relativně silným zobákem. Jejich velikost se pohybuje od 10 cm velkého zelenáčka kolumbijského (Vireo masteri) až po 17 cm dorůstajícího zelenáčka žlutobrvého (Vireolanius eximius).
Většina druhů obývá lesní porosty různého typu (v závislosti na jednotlivých druzích) Střední a Jižní Ameriky. Jen 13 druhů se vyskytuje v Severní Americe. Některé druhy na zimu migrují i na velké vzdálenosti.
Zelenáčkovití jsou primárně hmyzožravý, ale požírají i jiné bezobratlé a různé plody. Po potravě přitom téměř výhradně pátrají na stromech, pouze jeden druh, zelenáček šedý, ji vyhledává na zemi.
Vyskytují se v párech nebo malých rodinných skupinách.
Chování během hnízdního období je až dodnes u mnoha tropických druhů neobjasněno. Druhy, které jsou však již prostudovány, si stavějí vakovitá hnízda ve větvích stromů a keřů. Na inkubaci vajec se přitom podílí z větší části samice.